# AIR (ゲーム)
『AIR』（エアー）は、Keyが制作した2作目の恋愛アドベンチャーゲーム、およびそれを原作としてメディアミックス的展開がなされたアニメやコミックなどの作品群。前作『Kanon』と同様に少年少女の恋愛劇に不可思議要素を絡めたアドベンチャーゲームであり、シナリオが感動に特化した泣きゲーとして支持を集めた。

## 概要
Windows用ゲームとして2000年9月8日に18禁初回版が、2001年7月19日に18禁通常版が、7月27日に全年齢対象版が発売された。また、2005年4月8日に全年齢対象版に含まれたイベントCGを追加したWindows用DVD-ROM『AIR Standard Edition』（18禁）が発売された。2010年5月28日には、Windows VistaとWindows7への対応版（全年齢対象）が『AIR メモリアルエディション全年齢対象版』の名称で発売された。
前作『Kanon』と同様に少年少女の恋愛劇に不可思議要素を絡めたアドベンチャーゲームであり、シナリオが感動に特化した泣きゲーとして支持を集め、2000年度の年間セールスで10万本を超える大ヒットとなった。家庭用版のみヒロインの声が付き、更にPS2版以降主人公に声が付いている。
コンシューマー機への移植では2001年9月20日にドリームキャスト版（全年齢対象）、2002年8月8日にPlayStation 2版（全年齢対象）が発売された。2005年9月1日には、PlayStation 2用ベスト版（廉価版、CEROレーティング15歳以上対象）が発売された。プロトタイプよりPSP版が2007年11月22日に発売された（データインストール機能が搭載された、初のゲームとなった）。さらにソフトバンクモバイルのSoftBank 3GとNTTドコモのFOMA向けにも配信されている。発売時期は不明だが、ビジュアルアーツアプリポータルにて、Android向けの全年齢版AIRが発売された。値段はDREAM編、SUMMER,AIR編(共に音声あり）、セットの音声無しが800円、セットの音声ありが1,400円である。2013年5月2日にはAndroid18禁版（音声無し）とiOS全年齢版（リリース時は音声無し、のちアップデートでフルボイス対応）が発売された。また、プロトタイプより2016年9月8日に外伝小説「初空の章」を加えたPlayStation Vita版が発売、2021年9月9日にはNintendo Switch版が発売。Steam版が2025年3月5日に発売予定。
発売以降しばらくはコンシューマ版への移植や各種アンソロジーコミック以外にはほとんどメディアミックス的展開がなされなかった。ファンによる同人活動も前作の『Kanon』と比較すると低調であったと更科修一郎は指摘している。しかしながら、発売後4年経過した2004年になって、コミックの連載が開始された他、翌2005年には京都アニメーションによるTVアニメ化がなされ、BS-iにて全12話、総集編と特別編前後編が放送、東映アニメーションによる劇場アニメ映画化がなされた。このように長く間が空いたにもかかわらずメディアミックス展開されるのは、同手法が広まってからでは、特にゲームを大元にするものとしては稀なケースである。

## ゲーム内容
シナリオは第一部「DREAM編」・第二部「SUMMER編」・第三部「AIR編」の三部構成となっている。
第一部は現代が舞台であり、主人公であるさすらいの人形遣いの青年（国崎往人）が、海辺の田舎町で偶然出会った少女達と紡ぐひと夏の物語が描かれる。ゲームの進行は、プレイヤーが選択肢を選びながら男性主人公がヒロインを攻略するというもので、一般的な美少女ゲームと同様である。
第二部では、千年前の夏が描かれ、第一部での主人公とヒロインの間の運命的なつながりが暗示される。第二部以降は、通常の美少女ゲームでは存在する「選択肢による分岐」やポルノシーンがほとんど存在することなくストーリーが進む。
第三部では、現代に戻って第一部と同じ時間・場所が舞台となり同じ物語が反復されるが、プレイヤーの視点は国崎往人ではなくカラスの「そら」となっており、その視点から第一部での往人と観鈴の物語を傍観することになる。
ヒロインの観鈴に世界の存亡がかかっているという意味でしばしばセカイ系作品として言及され、また広義にはループものに分類することもできる。
本作の第一部・第二部・第三部に相当するないし類似するゲーム構成は麻枝准がシナリオを担当したほかの美少女ゲームにも散見され、それには村上春樹の小説『世界の終りとハードボイルド・ワンダーランド』からの影響が指摘されている。

## 登場人物
PC版や一部の携帯端末版は声が収録されていないため、声優はそれ以外のキャスティングを記載している。

### DREAM編 / AIR編
国崎 往人（くにさき ゆきと）
声 - 緑川光（ゲーム/映画/ドラマCD）/ 小野大輔（TVアニメ）
本作の主人公。念を込めたものを自由に動かす力「法術」により古ぼけた人形を動かす芸を糧にさすらいの一人旅をしている。目的は少年時代に亡き母から聞かされた「この空のどこかにいる翼の生えた少女」に出会うことだが、必死に捜し求めているわけではなく、頭の片隅に留めている程度。ある日、田舎町に辿り着いた往人は、3人の少女と出会う。やがて彼は町の中に住んでいる女性たちに惹かれていくことになる。
観鈴に目つきの悪さを指摘されるようなぶっきらぼうな態度、物言いではあるが、本当は心優しい青年。身長は高く185cm。
小さい頃から旅をしているため、稀に一般常識に欠けている部分をのぞかせるときもあるが、思考は比較的常識的な方である。
好物はラーメンセットだが、ヒッチハイク同然の生活を送る自称「旅人」だけに、食べ物に関しては機敏な反応を見せる。空腹が最大の敵でボウリングのボール大のおにぎりですら完食するほどである。食事の直後以外は常に空腹であると言っても過言ではない。
神尾 観鈴（かみお みすず）
声 - 川上とも子/ 真田アサミ（かぎなど）
7月23日生まれ。身長159cm、体重46kg。スリーサイズはB83/W55/H82。
本作のヒロイン。本名は橘 観鈴（たちばな みすず）。往人が最初に出会う少女。少々浮世離れしているが、いつもにこにこと笑っている明るくて素直な少女。叔母の晴子と二人暮らしで、仕事で忙しい晴子に代わり家事を切り盛りしている。通っている学校の友人があまりいないため、旅行者である国崎に声を掛けた。成績は良くない上に遅刻も多いので補習の対象になっている。子供の頃から恐竜好きで、恐竜のぬいぐるみ、グッズ類を収集している。困ったことがあると恐竜のように「がお...」と言うのが口癖だが、晴子には禁止されている。往人の意地悪な態度や言葉に対して「どうしてそういうことするかなぁ」と独特なイントネーションでぼやくのも口癖。「にはは」と声を出して笑う。
好きなジュースは、武田商店の店頭の自販機で売られている「どろり濃厚 ピーチ味」や、類似品の「ゲルルンジュース」。
幼い頃に母親を亡くしており、また友達を作ろうとすると癇癪を起こす癖を持つ、大勢の人の中にいることができない為に彼女の父親は親戚の晴子がいる田舎町で面倒を見てもらうようになった。しかし、晴子も仕事が忙しく一定の距離を置いて生活しているせいで、観鈴の孤独感が大きくなる原因になってしまう。
実は、神奈備命の生まれ変わりの人間で、人間達に掛けられた呪いのせいで、幼い頃に友達を作ろうとしたがその人を弱らせ死なせてしまった過去から癇癪を起こす原因になってしまう。また、翼人の魂は膨大な規模があり、翼人（神奈）の魂を受け継いだ人間は、その重さに耐え切れず若くして命を落としてしまう。
AIR編で往人の活躍でようやく呪いが解除され、晴子と一緒に暮らせるようになるも、翼人の魂の影響により、記憶が曖昧になり晴子のことを忘れるようになり、運悪く父親の敬介に今の状態になっていることを知られてしまい、敬介は大病院に彼女を連れて行こうとするも、晴子は3日だけ待ってくれと懇願する。その際に、翼人の力によりなんとか晴子のことを思い出し晴子と過ごした3日間が観鈴にとっての「幸せな記憶」となる。
最期は晴子とカラスのそらに見守られながら、1000年にも続く、翼人の呪いを終わらせ病床から無理して浜辺に晴子と車椅子で来た観鈴は、「もうゴールしてもいいよね…」と言い残し息を引き取る。
テーマ曲は「夏影 -summer lights-」。
霧島 佳乃（きりしま かの）
声 - 岡本麻見 / 武田彩良（かぎなど）
6月12日生まれ。身長156cm、体重45kg。スリーサイズはB82/W53/H80。
観鈴・美凪とは、学年が1つ下。魔法を使えるようになるために、右手に巻いた黄色いバンダナを外さない、明るく元気な少女。両親は他界しており、往人が辿り着いた街の繁華街で開業医を営む姉の聖と2人暮らしをしている。
友人は多く、クラスメイトから「かのりん」と呼ばれている。友人たちに「友人1号」「隊員2号」などの「役職」を思いつくまま割り振るため、混乱をきたすこともある。クラスでは飼育委員を務める。謎の毛玉生命体（本人曰く、犬）であるポテトと仲が良く「ポテト語」を解する。料理は外見こそ普通だが、味は非常に不味いといった代物を作るため、家事全般は姉の聖が全て行っている。
テーマ曲は「水たまり -puddle-」。
遠野 美凪（とおの みなぎ）
声 - 柚木涼香
12月22日生まれ。身長169cm、体重48kg。スリーサイズはB85/W58/H84。
天文部部長で、観鈴とはクラスメート。成績は学年トップクラス。普段は物静かで感情をあまり表に出さないが、実はあふれる母性愛を持ち、穏和な性格の美少女。
往人の問いかけにも即答せず、ボケた回答を小声で返す。反面、鋭く深いコメントを出すことも多い。料理、裁縫は抜群の腕を持つ。趣味は天体観測と読書、みちると過ごす時間。廃駅でみちると一緒にいることが多い。父親はかつて駅長をしていた。天文部の部長を勤めているが部員は彼女のみ。
お米が大好きで、「進呈」と書いた封筒に入れた「お米券」を大量に常備し、折に触れては往人たちに配布しようとする。
テーマ曲は「虹 -prism-」。
神尾 晴子（かみお はるこ）
声 - 久川綾
11月3日生まれ。身長168cm、体重48kg。スリーサイズはB88/W57/H85。
観鈴の母方の叔母。（母である郁子の妹）
おっとりのんびりの観鈴とは対照的な、アクティブで関西弁で大酒呑み豪放磊落な性格。
バイク(アニメでは赤のドゥカティ・モンスター 。)による飲酒運転の常習者で、家に帰るときは納屋に突っ込んで停車する。
義兄の橘敬介に観鈴を押し付けられ、一緒に暮らすようになった。観鈴のことは心配しているものの一定の距離を置いて生活している。
AIR編では、観鈴を冷たく当たっていると往人に説教されたことをきっかけに、一念発起して観鈴を自分の養女にするために父方の家に行ってまで直談判しようやく認めてもらい、観鈴と本気で向き合うようになる。
TV版でもラフな普段着を好んでいたが劇場版では更に露出度の高い恰好となっており、乳首丸見えのネグリジェを寝間着として使っている。
霧島 聖（きりしま ひじり）
声 - 冬馬由美
1月3日生まれ。身長172cm、体重50kg。スリーサイズはB87/W59/H86。
佳乃の姉。霧島診療所を開設している。また外科医ではないのに常にメスを隠し持っており、緊急時の武器、あるいは包丁の代用品として駆使する。
みちる
声 - 田村ゆかり
生年月日は不明。身長145cm、体重39kg。スリーサイズはB72/W49/H70。
美凪の親友の少女。口癖は「わぷっ」「にょわ」等。また往人のことをフルネームで呼ぶ。
美凪のことが大好きで、いつも側にいようとする。一方、往人に対しては初対面から喧嘩腰で、特技の鳩尾蹴りにより、往人をしばしば行動不能に追い込む。
テーマ曲は「てんとう虫 -bug walk-」。
ポテト
声 - 今野宏美
佳乃と仲が良い、人間の言葉を理解する謎の犬型毛玉生命体。一応犬。口癖（言語）は《ぴこ》打たれ強く蹴られ強く流され強い。抜群の帰巣本能と強靭な生命力に主人公たちが驚愕する場面が多々ある。
橘 敬介（たちばな けいすけ）
声 - 三木眞一郎（ゲーム/映画/ドラマCD）/ 津田健次郎（TVアニメ）
時折、神尾家を訪問する男性。映画では眼鏡をかけた若い男性だが、TVアニメ版ではかけていない。映画版ではフォルクスワーゲン・ヴェント 。、TVアニメ版では白の日産・スカイライン(四代目・いわゆるケンメリのクーぺ) を愛用している。
AIR編で観鈴の実父であることが判明。義妹である晴子に預けていた観鈴を引き取る為に彼女の元を訪ねに来る。妻で晴子の姉の郁子とは既に死別している。
子供の頃は泣き虫で、何かある度に晴子に泣かされては郁子に泣きついていたらしい。
そら
声 -  不明（劇場版）/ 小野大輔（TVアニメ）
観鈴に拾われた子供のカラス。神尾家に居つく。実はその正体は第1部「DREAM編」の主人公・国崎往人の成れの果て。
観鈴は人と関わり、愛を知ると「翼人に想いを寄せる者を弱らせる呪い」により周りの人を死なせてしまう。それでも観鈴の傍で彼女を支えたいと願った往人の思いが、1000年間紡がれてきた国崎一族の願いを込めた人形と反応した結果、往人が人であることを捨てて、自分の人格すらも失ってまで観鈴の傍にいたいと決意した姿である。
少年
声 - 矢島晶子（TVアニメ）
AIR編で往人が眠っている間に観鈴が浜辺で出会った少年。容姿は何処と無く往人に似ている。エピローグで彼の正体は、往人（そら）の魂を受け継いた者であることが示唆されている。
少女
声 - 野中藍
AIR編で往人が眠っている間に観鈴が浜辺で出会った少女で少年と一緒に登場する。容姿は、何処と無く髪を切った観鈴か或いは神奈に似ている。エピローグで彼女の正体は、観鈴（神奈）の魂を受け継いた者で少年と違い前世の記憶を失っていることが示唆されている。また、タイトルロゴにも登場している。

### SUMMER編
柳也（りゅうや）
声 - 神奈延年、斎藤千和（少年時代）
神奈備命の衛者で社殿の警備隊長。元浪人。官位は正八位下官職は近衛兵。特にPC版テキスト中では随身とも称している。幼少期より己の力だけを頼りに修羅場を潜り抜けてきており、実戦で培われたその剣技はかなりのもの。
神奈が他の社へ移送されることから陰謀を察知し、裏葉と共に神奈を連れて社から脱出する。
神奈備命（かんなびのみこと）
声 - 西村ちなみ
両肩に巨大な翼を、先天的に受け継ぐ「翼人」の末裔。1000年前の正歴に生きる最後の翼人であり、神の使いとして崇められながらも囚われの身であった。独特な話し方をする。
警護という名の軟禁、畏敬の裏に隠された周囲の悪意と恐怖心など、翼人としての哀しい運命と冷静に向き合って生きてきたが、柳也と裏葉に出会い、その思いを素直に表すようになる。
朝廷の手勢に命を狙われてしまい、柳也と裏葉を逃がす為に身代わりとなり朝廷の手勢の放った矢により死亡。
テーマ曲は「月童 -moon child-」。
裏葉（うらは）
声 - 井上喜久子
神奈備命の女官。普段はとてもマイペースで、どこまでが真剣なのか判別しがたい。おっとりしている様だが、剣の達人である柳也にも気配を悟らせずに背後を取ることもできる。
主人思いで忠実な女官であるが、主君たる神奈を玩んで楽しむことも。極めて優秀な女官であるが、上記の通り気配を消せることに加え、社殿が焼き討ちにあう当夜に逃亡を企てる。野宿の見張りができる、市の立地条件が不自然であることを見抜く、忍び寄る敵に気づき、それでいて平静でいられる、名前に「裏」の字が付いている、など、ただの女官としては不可解な点も多い。
神奈と柳也に同行した彼女が後に柳也の子を宿し、1000年後の物語の発端となる。
八百比丘尼（やおびくに）
声 - 潘恵子
神奈備命の母親。その強大なる力故に紀州の霊山に封印されている。厳格な性格。柳也たちにより牢から出るも朝廷の手勢に命を狙われてしまい、柳也たちを助ける為に力を使うも手勢の放った矢により致命傷を負ってしまう、その後神奈に、翼人としての使命を伝え、最後に神奈のお手玉を見ながら「神奈と一緒に空を飛んで見たかった」と言い息を引き取る。
智徳法師（ちとくほうし）
声 - 永井一郎
SUMMER編終盤において柳也と裏葉を庇護した高僧。かつて翼人が暮らしたという寺の僧で、翼人を見守り、時には助けの手を伸べてきた。裏葉に才を見出し「方術」を教える。

## 舞台・用語
海辺の町
本作の舞台。モブキャラクターの漁協の女性たちや地元民の晴子が関西弁で会話していることから、近畿地方及びその周辺に位置する町と思われる。冒頭で往人が述べる通りのど田舎で、バス路線は存在しているものの、鉄道はかなり前に廃止されている。山と海に挟まれた自然豊かな町。毎年夏には神社で夏祭りが行われる。原作の主なモデルは兵庫県香美町、TVアニメ版では同町及び和歌山県美浜町。
学校
ヒロインたちが通う学校。公立か私立かは不明。海岸のすぐそばに位置している。女子の制服は黄色がかったブラウスと紺色の吊りスカート、男子はTVアニメ版ではワイシャツと黒のズボン。TVアニメ版の描写では、本編開始時の7月中旬時点ですでに夏休みに入っているものの、補習や部活・委員会に所属していると思われる多数の生徒が出入りしている。
霧島診療所
町で唯一の医療機関で佳乃と聖の実家。町の中心部の商店街にある。元々は二人の父親が経営していたが、父親の没後は聖が切り盛りしている。劇場アニメ版では晴子、TVアニメ版では美凪の母親がしばしば出入りしている。
駅
町で唯一の鉄道駅だが前述の通り鉄道が廃止されているため、駅舎だけがそのまま残っている。かつては美凪の父親が駅長を務めていた。美凪やみちるはしばしば駅前の広場で遊んでいる。
神社
海沿いからやや離れた山沿いの高台に位置しており、夏祭りの会場にもなっている。後述の翼人を祀っている。観鈴や佳乃はしばしばこの神社の境内を遊び場にしている。
法術(方術)
作中で登場する魔法もしくは超能力の一種。
一般にはほとんど知られていない。往人の能力は物体を自分の意思で自由に動かせると言うもの。
その起源は、翼人が人間たちに教えた秘術が元になっている。
翼人(よくじん)
人類が生まれるより遥か太古から存在する種族。
外見は、人間に近く背中に白い翼を持ち、また強大な力から人間たちから神の使いと崇められていた。作中で断片的に描かれている描写や、原作ゲームの付録絵本『羽根の生えた女の子のはなし』を見る限り、少なくとも恐竜の時代には存在が確認されている。彼らの種族の使命は「星の記憶」を紡ぐことであり、翼人は自らの翼に記憶を宿し、翼人から翼人へと記憶を受け継がせていくことで「幸せな記憶」を保持してきた。しかし、時の権力者たちに利用されるようになり、次第にその数を減らしていった。SUMMER編では神奈と八百比丘尼の二人しか生き残っていない。
翼人の羽根に触れた人間は、否が応でも翼人の記憶や力に触れることとなる。第1章「DREAM編」のヒロインの1人である霧島佳乃が奇行を繰り返していたのも、八百比丘尼より前の時代の翼人の記憶がリフレインしていたからである。
ちなみにみちるの出自にも、この羽根の力が携わっている。
そして、翼人の翼が悲しみや不幸で染まった場合、星には禍が降りかかるという。八百比丘尼の回想から察するに、地球で起きた大量絶滅はこの影響の可能性がある。

## 主題歌・音楽
オープニングテーマ「鳥の詩」
作詞：麻枝准（Key） / 作曲：折戸伸治 / 編曲：高瀬一矢（I've） / 歌：Lia
挿入歌「青空」
作詞・作曲：麻枝准（Key） / 編曲：折戸伸治 / 歌：Lia
エンディングテーマ「Farewell song」
作詞：麻枝准（Key） / 作曲・編曲：戸越まごめ / 歌：Lia
主題歌である「鳥の詩」はアメリカ、ロサンゼルスでレコーディングが行われた。
なおコンシューマー機版ではDREAM編のEDテーマが、メロディにアレンジを加えてインストゥルメンタルにした「Farewell song(dream version)」に変更されている。

## スタッフ
- 企画：麻枝准[17]
- 脚本：麻枝准、イシカワタカシ[17]
- シナリオアシスタンス：涼元悠一、雲龍寺魁、丘野塔也、藤井知貴
- 原画：樋上いたる[17]
- 音楽：折戸伸治、戸越まごめ、麻枝准[17]
- エグゼクティブプロデューサー：馬場隆博

## 反響

### 売り上げ
本作は発売年（2000年）の売り上げにおいて、『BugBug』の集計では年間1位であった。

### 人気投票
本作は発売年（2000年）のユーザー人気投票において、『BugBug』では総合1位・シナリオ部門1位・グラフィック部門1位・サウンド部門1位を獲得し、キャラクター部門では神尾観鈴が6位、遠野美凪が7位、霧島佳乃が10位、神奈備命が26位にランクインした。
| 媒体   | 総合     | シナリオ | グラフィック | 音楽     | システム | ヴォイス  | キャラクター |
| ------ | -------- | -------- | ------------ | -------- | -------- | --------- | ------------ |
| BugBug | 1位/30位 | 1位/30位 | 1位/20位     | 1位/20位 | 4位/30位 | 圏外/20位 | 4人/40位     |

### 批評
評論家の更科修一郎は、本作を「素晴らしい作品」と評価しながらも、その素晴らしさがゆえに煮詰まってしまっており、ノベルゲーム・美少女ゲームというどちらの面からもジャンルを自壊させる臨界点の直前まで達しているのではないかと述べている。
評論家の東浩紀は、本作を批評性の高い作品として評価している。東浩紀は、多くの男性向け美少女ゲームは、男性プレイヤーがゲーム中の男性主人公の視点に同一化し、ヒロインを性的に所有して異性からの承認を受けるというプロセスを経験させるためのものだとした上で、本作のプレイヤーはプレイを通してそのことに2度挫折すると指摘する。つまり、1回目は第一部において観鈴を救えないまま姿を消さざるを得なくなってしまったこと（シナリオ内のキャラクターレベルでの挫折）であり、2回目は第三部において自身が単なるカラスであるがゆえに物語に介入（ヒロインを性的に所有）することすら許されず悲劇を傍観するほかなかったということ（プレイヤーレベルでの挫折）である。そして、そのことがギャルゲーの持つ二層性、すなわち「物語の中に没入しているときは責任や主体性を伴ってヒロインと向き合おうとするが、物語の外のプレイヤーの立場に戻ったときにはヒロインは数ある攻略対象のひとつにすぎない」という解離的な態度に対する自覚を促すものとして作用し、それゆえ本作は他の大多数の美少女ゲームと比較して繊細で批評的な作品と考えられるという。
|      |                                                                        | ゲーム世界への没入感覚 | 現実世界における自覚 | 受容のしかた |
| ---- | ---------------------------------------------------------------------- | --- | --- | --- |
|      | 美少女ゲーム全般                                                       | 美少女ゲームのプレイヤーは視点人物と同一化して物語世界に没入しているときには、（現実世界でモテない）自身の弱さを肯定してくれる女性キャラクターとの疑似恋愛に生きる。 | 物語世界から一旦離れ、現実世界の観点から複数のシナリオを俯瞰・整理しているときには、プレイヤーにとって女性キャラクターは単なる攻略対象に過ぎない。 | 美少女ゲームの二面性・二層性を、プレイヤーがそのまま強引に受容している。プレイヤーは「解離」（多重人格性）している。 |
| 本作 | 第一部において、プレイヤーが同一化する往人はヒロインの観鈴を救えない。 | 第三部において、プレイヤーは物語世界への介入を許されず、観鈴の死を傍観するしかない。                                                                                 | 本作はこの点においてプレイヤーに自覚を促す。 | |

社会学者の大澤真幸は、従来であれば（例えば看守が一方的に囚人を監視できる全展望監視システムパノプティコンを考えればわかるように）「見られることなく見る」ということは神のような全能性の象徴として捉えられていたが、本作の第三部ではそれが逆に無能性の象徴として描かれていることに注目し、『AIR』は現代社会における「第三者の審級の撤退」を象徴するものと解釈できると述べている。
批評家の佐藤心は、本作の最大の特徴は、観鈴の「内閉世界」が開かれていく描写に二つのレベルがあることだとしている。その第一はSUMMER編である。ここで開かれる「内閉世界」とは観鈴の見る悲しい夢であり、その謎が説明される。そして第二はAIR編である。「そら」というカラスになって地上に落ちた往人は、悲劇の一部始終を見届けることになる。東もいうように本作には救いがない。観鈴が死に際に発した「もう、ゴールしてもいいよね」という台詞は有名になった。しかし、佐藤は、DREAM編→SUMMER編→AIR編を経て最後に空へと羽ばたいていく「そら」の姿が伝えるのは、「幸せと悲しみのすべてを目撃し、作品世界を生きた、プレイヤーの「記憶」の塊」が、空へと還り、未来に繋がれていくというイメージではないかと考察している。観鈴の「内閉世界」は「空」によって開かれるのである。

## テレビアニメ版
TVアニメ版が2005年1月6日から3月31日までBS-iで放送され、続いて夏・特別編が8月28日と9月4日に前後編で放送された。
シリーズ総数でのDVD売上数において2005年アニメDVD売上ランキング年間2位を記録するヒットアニメとなった。また2006年12月22日にはBlu-rayディスクBOXが販売された。映像をHD解像度にアップコンバートした他、音声には、テッド・ジェンセンを起用し5.1chサラウンドのリマスタリングを行っている。このように映像と音声の両面においてアニメの次世代光ディスクソフト市場での先駆けとなった。なお、PS3のファームウェア1.80アップデートで搭載されたDVDのアップコンバート機能は、AIRのDVD版がBlu-rayディスク版と同レベルに見えることを目標に開発されている。なお総集編は、BD版には収録されていない。

### スタッフ
- 原作 - Key / Visual Art's
- 監督 - 石原立也
- シリーズ構成・脚本 - 志茂文彦
- キャラクター原案 - 樋上いたる
- キャラクターデザイン・総作画監督 - 荒谷朋恵
- 色彩設計 - 竹田明代
- 美術監督・美術設定 - 鵜ノ口穣二
- 撮影監督 - 中上竜太
- 編集 - 森田清次
- 音楽 - 折戸伸治、戸越まごめ、麻枝准
- 音楽リマスタリング - テッド・ジェンセン
- 音響監督 - 鶴岡陽太
- プロデューサー - 中山佳久、中村伸一、金庭こず恵（特別編は除く）、八田陽子
- アニメーション制作 - 京都アニメーション
- 製作 - 翼人伝承会（TBS、ポニーキャニオン、ムービック（特別編は除く）、京都アニメーション）

### 主題歌
オープニングテーマ「鳥の詩」
作詞 - 麻枝准（Key） / 作曲 - 折戸伸治 / 編曲 - 高瀬一矢（I've） / 歌 - Lia
最終話（総集編）ではエンディングテーマとして使用された。
エンディングテーマ「Farewell song」
作詞 - 麻枝准（Key） / 作曲・編曲 - 戸越まごめ / 歌 - Lia
挿入歌「青空」
作詞・作曲 - 麻枝准（Key） / 編曲 - 折戸伸治 / 歌 - Lia

### 各話リスト
サブタイトルの日本語部分は大和言葉で統一されている。
| 話数       | サブタイトル              | 絵コンテ          | 演出       | 作画監督 |
| ---------- | ------------------------- | ----------------- | ---------- | -------- |
| 第1話      | かぜ〜breeze〜            | 石原立也          | 石原立也   | 米田光良 |
| 第2話      | まち〜town〜              | 山本寛            | 山本寛     | 池田和美 |
| 第3話      | こえ〜whisper〜           | 武本康弘          | 武本康弘   | 池田晶子 |
| 第4話      | はね〜plume〜             | 北之原孝将        | 北之原孝将 | 米田光良 |
| 第5話      | つばさ〜wing〜            | 山本寛            | 山本寛     | 池田和美 |
| 第6話      | ほし〜star〜              | 武本康弘 石原立也 | 石原立也   | 池田晶子 |
| 第7話      | ゆめ〜dream〜             | 北之原孝将        | 北之原孝将 | 米田光良 |
| 第8話      | なつ〜summer〜            | 山本寛            | 山本寛     | 池田和美 |
| 第9話      | つき〜moon〜              | 石原立也          | 荒谷朋恵   | 池田晶子 |
| 第10話     | ひかり〜light〜           | 北之原孝将        | 北之原孝将 | 米田光良 |
| 第11話     | うみ〜sea〜               | 三好一郎          | 三好一郎   | 門脇聡   |
| 最終話     | そら〜air〜               | 石原立也          | 石原立也   | 荒谷朋恵 |
| 総集編     | -                         | 石原立也          | 石原立也   | -        |
| 特別編前編 | やまみち〜mountain path〜 | 石原立也          | 石原立也   | 荒谷朋恵 |
| 特別編後編 | あめつち〜universe〜      | 石原立也          | 石原立也   | 荒谷朋恵 |

### 放送局
| 放送地域 | 放送局        | 放送期間                                      | 放送日時                              | 放送系列       | 備考                                                                         |
| -------- | ------------- | --------------------------------------------- | ------------------------------------- | -------------- | ---------------------------------------------------------------------------- |
| 日本全域 | BS-i          | 2005年1月6日 - 3月31日 2005年8月28日 - 9月4日 | 木曜 24:30 - 25:00 日曜 23:30 - 24:00 | BSデジタル放送 | 2006年4月12日から6月28日まで、毎週水曜26時より再放送 特別編「AIR IN SUMMER」 |
| 日本全域 | TBSチャンネル | 2008年2月1日 - 5月30日                        | 金曜 22:30 - 23:00                    | CS放送         | 総集編、特別編「AIR IN SUMMER」も放送 リピート放送あり                       |
| 埼玉県   | テレ玉        | 2008年7月3日 - 9月25日                        | 木曜 24:30 - 25:00                    | 独立UHF局      | 地上波初放送                                                                 |

| BS-i 木曜24:30枠 | BS-i 木曜24:30枠 | BS-i 木曜24:30枠   |
| 前番組           | 番組名           | 次番組             |
| ---------------- | ---------------- | ------------------ |
| ローゼンメイデン | AIR              | これが私の御主人様 |

### 書籍
- 記録全集AIRmemorial (ロマンアルバム)　徳間書店;アニメージュ編集部著 A4版、ムック (2009-3-3)、ISBN 978-4-19-720263-8

## 劇場版
2005年2月5日に東映アニメーションによる劇場版アニメが公開された。
当初は2004年秋公開予定だったものの約半年延期となって公開された。
劇場版は中村誠の脚本の案を元に監督の出崎統が原作者によるアドバイスや要請も踏まえて脚色した「もう一つのAIR」というコンセプトとなっている。上映当時はミニシアターランクで上位をキープした。後にこの劇場版は、劇場版CLANNADロードショー記念として短期間ながらリバイバル上映が行われた。
大きく脚色した物語故に、原作ファンの支持が思ったように得られなかったことが、コメンタリーで出崎と中村によって語られている。事実、出崎統の公式ファンサイトでは、頻繁に荒らしが多発し、掲示板の体制を変えざるを得ない事態にまで陥った。
プロデューサーの東、脚本の中村とともに、90分に収められるかどうかということを非常に悩んでおり、特に中村は準備稿を少なくとも十稿は重ねていた。入場者数は上述の通りの成績を残しており、劇場版CLANNADを上映するキッカケの一つとなった。DVD発売においては、二種類の初回限定版（スペシャル、コレクターズ）が用意された。

### スタッフ（劇場版）
- 原作・監修 - ビジュアルアーツ / Key
- 監督 - 出崎統
- 脚本 - 中村誠
- キャラクター原案 - 樋上いたる
- キャラクターデザイン - 小林明美
- 色彩設定 - 塚田劭
- 作画監督 - 窪秀已
- 美術監督 - 行信三
- 原曲 - 折戸伸治、戸越まごめ、麻枝准
- 音楽 - 周防義和
- 音楽監督 - 鈴木清司
- 音響監督 - はたしょうじ
- CGディレクター - 吉安徹
- デジタル撮影監督 - 福田岳志、白鳥友和
- 編集 - 後藤正浩
- 製作担当 - 松坂一光、森山義秀
- 製作 - 東映アニメーション、フロンティアワークス

### 主題歌（劇場版）
オープニングテーマ「鳥の詩」
作詞 - 麻枝准（Key） / 作曲 - 折戸伸治 / 編曲 - 高瀬一矢（I've） / 歌 - Lia
挿入歌 「青空」
作詞・作曲 - 麻枝准（Key） / 編曲 - 折戸伸治 / 歌 - Lia
エンディングテーマ「Farewell song」
作詞 - 麻枝准（Key） / 作曲・編曲 - 戸越まごめ / 歌 - Lia
劇場版イメージソング兼エンディングテーマ「IF DREAMS CAME TRUE」
作詞 - Linda Hennrick / 作曲 - 羽岡佳 / 編曲 - 岡崎雄二郎 / 歌 - 河井英里（原曲：「ふたり」原作曲：折戸伸治）
EDテーマは「Farewell song」、「IF DREAMS CAME TRUE」の順で流れる。

### その他
- 中村誠は、企画が本格化した後の構成のプロット（監督の出崎の目も通したもの）を幾度か麻枝准に見せ、アイデアや意見を貰って製作していた。結局一年間の長きに渡って付き合ったそれは、大学ノート三冊分にまで達していたという。その一部はパンフレットなどに記載されている。
- 出崎統に本作の監督就任をオファーしたのは、横田守である[30]。
- 公開初日と二日目は、一部の劇場では昼頃までに、殺到した客に対し劇場側が配布した整理券や販売チケットが全て終了してしまうという事態が起こった[31]。
- 前売り券第一弾のPVでは、佳乃や美凪といったヒロインも登場するかのような演出がなされていたが、本編ではみちる共々ゲスト出演となった。

## 音楽CD、その他イメージソング
Ornithopter
Windows CD-ROM版の初回限定版に同梱されている。ゲーム中のボーカル曲3曲のフルコーラス版とBGMのアレンジ曲が収録されている。単体では発売されていない。
AIR ORIGINAL SOUNDTRACK
2枚組。本作BGM、主題歌及び未使用曲が収録されている。
Kanon AIR Piano Arrange Album 'Re-Feel'
（Kanonと）本作のBGMのピアノアレンジが収録されている。
劇場版Air サウンドトラック
劇場版のBGMと主題歌が収録されている。
- その他のイメージソング
  - 夏影
本作BGMの「夏影」のメロディーをサビに使用した曲。KEY+LIAのシングルCD『Natukage/nostalgia』に初収録された。
  - 月童
Liaのアルバム『Lia*COLLECTION ALBUM Vol.2 Crystal Voice』に初収録された、同名BGM曲をボーカル化した曲。

## ドラマCD
Mellow Headから発売された。
- 第1 - 3巻 2005年8月24日発売
- 第4 - 6巻 2005年10月21日発売
- 第7巻 2005年11月25日発売
- 第8巻 2005年12月22日発売
- 第9巻 2006年1月25日発売

## 小説
初空の章（はつぞらのしょう）
角川書店より2000年に発行された『かのうぉ』に掲載の涼元悠一書き下ろし外伝小説。神奈と裏葉の出会いが描かれている。
AIRアンソロジー・ノベル
ジャイブのJIVE CHARACTER NOVELSより2004年に発売された、0‐take、為我井徹、関隼、深川拓、野口七枝によるアンソロジー。
AIRアンソロジー・ノベル 2
ジャイブのJIVE CHARACTER NOVELSより2004年に発売された、日暮茶坊、斎藤ゆうすけ、青木ゆか、村田真啓、連悠太によるアンソロジー。

## 漫画版
桂遊生丸作画でコンプティーク（角川書店刊）にて2004年9月号から2006年3月号まで連載。SUMMER編は省略されており、DREAM編とAIR編の一部を、メーカーからの指定により作家独自の解釈で描いたものとなっている。
単行本（全2巻）
1. 2005年8月10日発売、ISBN 4-04-713742-1
2. 2006年7月10日発売、ISBN 4-04-713820-7

## 客演作品
かぎなど
2021年10月に放送されたテレビアニメ。keyの歴代作品が共演するクロスオーバー作品。
担当声優はテレビアニメ版に準じているが、神尾観鈴役は真田アサミ、霧島佳乃役は武田彩良が新規にキャスティングされている。